# Kragujevac
Kragujevac (serbisk kyrilliska: Крагујевац, lyssna (info)) är Serbiens fjärde största stad. Folkmängden i kommunen uppgår till cirka 180 000 invånare.

## Namn
Stadens namn kommer från det serbiska ordet "kraguj", vilket används för en viss sorts hök. Kragujevac kan översättas till "hökarnas plats".

## Geografi och klimat
Kragujevac är beläget i centrala Serbien, cirka 140 km söder om huvudstaden Belgrad. Den är största stad i området Šumadija. Kragujevac är byggd på floden Lepenicas stränder, mellan bergen Rudnik (1 132 m), Crni vrh (707 m) och Gledićke planine (922 m), på höjden 173–220 m över havet.
Medelårstemperaturen är 11.5 °C. Den kallaste månaden är januari (medeltemperatur -5 °C) och den varmaste juli (27 °C).

## Historia
Staden nämns först på medeltiden av turkarna 1476 och det året grundades staden officiellt, men arkeologiska utgrävningar visar att människor levt här i över 40 000 år, sedan paleolitikum. På grund av sitt läge har staden många gånger förstörts av krig. Kragujevac började utvecklas på allvar efter att Serbien gjort sig fritt från turkiskt välde 1818, då prinsen (knez) Miloš Obrenović förklarade staden som Serbiens huvudstad. Kragujevac blev i och med detta Serbiens politiska och kulturella centrum. I staden grundades det första serbiska gymnasiet, Serbiens första apotek och tryckeri. Där föddes flera vetenskapsmän, statsmän, akademiker och konstnärer.
En ny era för stadens ekonomiska utveckling inträdde 1851 då en vapenfabrik grundades. 1866 blev fabriken en av Serbien viktigaste exportörer efter att Kragujevac hamnat på järnvägssträckan Belgrad-Niš. Under första världskriget var Kragujevac under en kort tid åter igen Serbiens huvudstad (1914-1915) och säte för flera viktiga nationella institutioner, bland andra armén. I kriget förlorade Kragujevac 15% av sin befolkning.
20 och 21 oktober 1941 utförde tyska nazistiska styrkor fruktansvärda illdåd i staden då man avrättade 7 000 av Kragujevacs invånare. Museet i Kragujevac har en namnlista på 2 796 avrättade. Ett av de mest fruktansvärda dåden var avrättandet av mer än 200 unga pojkar som togs direkt från sina klassrum och avrättades på skolgården. Hämndaktionen går under benämningen Kragujevacmassakern. Händelsen har varit inspiration för dikten "Krvava bajka" ("Den blodiga sagan"), skriven av en av Serbiens mest populära diktare Desanka Maksimović.
Efter andra världskriget fortsatte stadens industrialisering. Exportvaror var bland annat personbilar, truckar, vapen, industrimaskiner, läder och textilier. Det största företaget blev Zastava med tiotusentals arbetare. Industrin backade under Milošević-tiden då Serbien var under ekonomiska sanktioner och förstördes mer eller mindre totalt då NATO bombade dåvarande Jugoslavien 1999.

## Demografi

### Etnisk struktur
Kragujevacs etniska struktur enligt folkräkningen 2002:
- Serber - 168 916
- Montenegriner - 1 231
- Romer - 1 154
- Makedonier - 326
- Kroater - 204
- Muslimer - 151
- Övriga - 3 197

### Historiska invånarantal

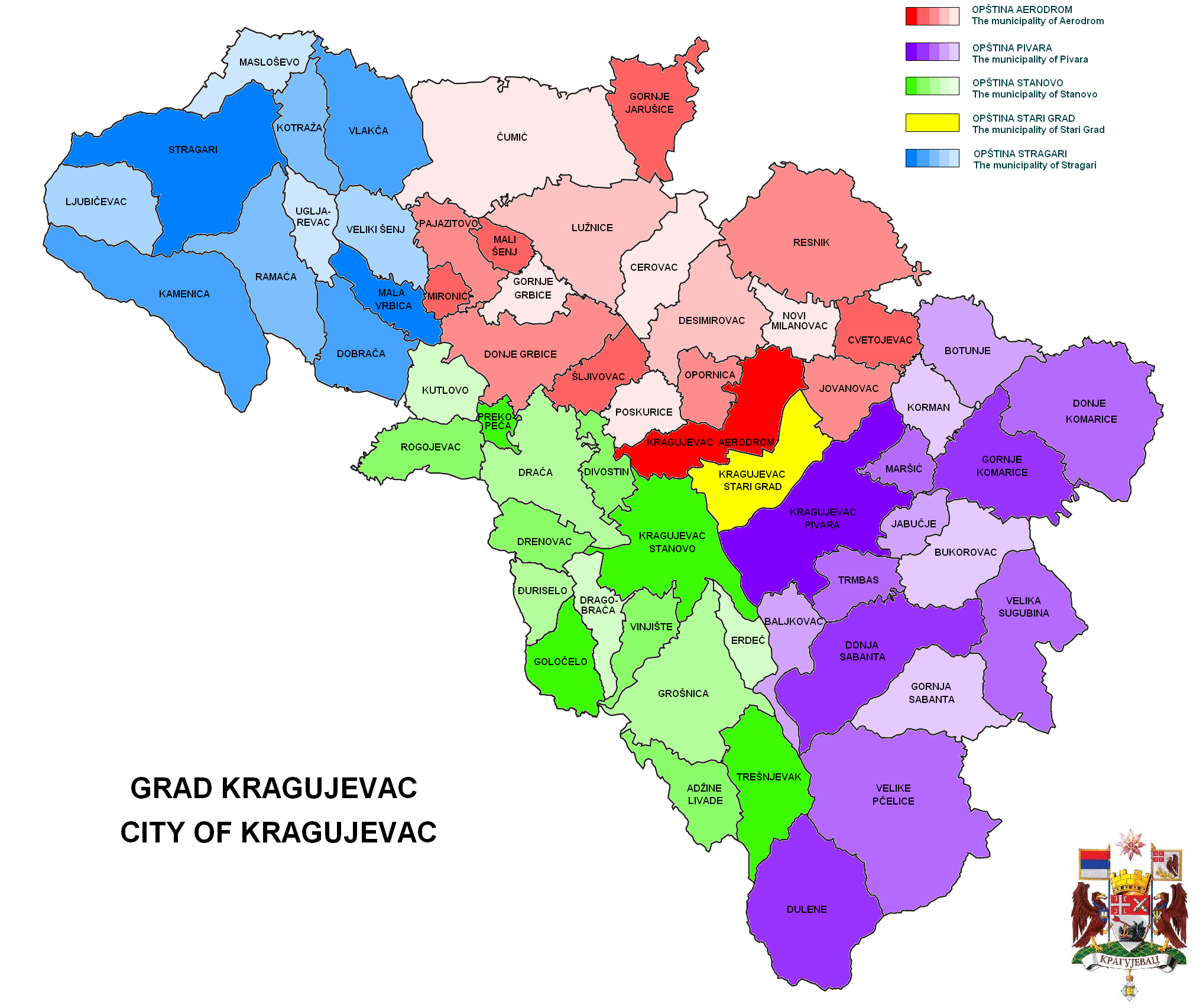
Kragujevacs administrativa indelning

Gäller Kragujevacs centralort:
- 1948: 39 324
- 1953: 48 702

- 1961: 63 347
- 1971: 92 985
- 1981: 129 017
- 1991: 147 305
- 2002: 146 373

## Administrativ indelning

### Kommuner
Kragujevac delas in i fem kommuner (opštine): Aerodrom, Pivara, Stanovo, Stari Grad och Stragari.

### Stadsdelar/orter
Lista över orter i Kragujevackommunerna:
| - Kragujevac - Adžine Livade (Аџине Ливаде) - Baljkovac (Баљковац) - Botunje (Ботуње) - Bukorovac (Букоровац) - Velika Sugubina (Велика Сугудбина) - Velike Pčelice (Велике Пчелице) - Veliki Šenj (Велики Шењ) - Vinjište (Вињиште) - Vlakča (Влакча) - Goločelo (Голочело) - Gornja Sabanta (Горња Сабанта) - Gornje Grbice (Горње Грбице) - Gornje Jarušice (Горње Јарушице) | - Gornje Komarice (Горње Комарице) - Grošnica (Грошница) - Desimirovac (Десимировац) - Divostin (Дивостин) - Dobrača (Добрача) - Donja Sabanta (Доња Сабанта) - Donje Grbice (Доње Грбице) - Donje Komarice (Доње Комарице) - Dragobraća (Драгобраћа) - Drača (Драча) - Drenovac (Дреновац) - Dulene (Дулене) - Đuriselo (Ђурисело) - Erdeč (Ердеч) | - Jabučje (Јабучје) - Jovanovac (Јовановац) - Kamenica (Каменица) - Korman (Корман) - Kotraža (Котража) - Kutlovo (Кутлово) - Lužnice (Лужнице) - Ljubičevac (Љубичевац) - Mala Vrbica (Мала Врбица) - Mali Šenj (Мали Шењ) - Maršić (Маршић) - Masloševo (Маслошево) - Mironić (Миронић) - Novi Milanovac (Нови Милановац) | - Opornica (Опорница) - Pajazitovo (Пајазитово) - Poskurice (Поскурице) - Prekopeča (Прекопечај) - Ramaća (Рамаћа) - Resnik (Ресник) - Rogojevac (Рогојевац) - Trešnjevak (Трешњевак) - Trmbas (Трмбас) - Ugljarevac (Угљаревац) - Cvetojevac (Цветојевац) - Cerovac (Церовац) - Čumić (Чумић) - Šljivovac (Шљивовац) |

## Kultur

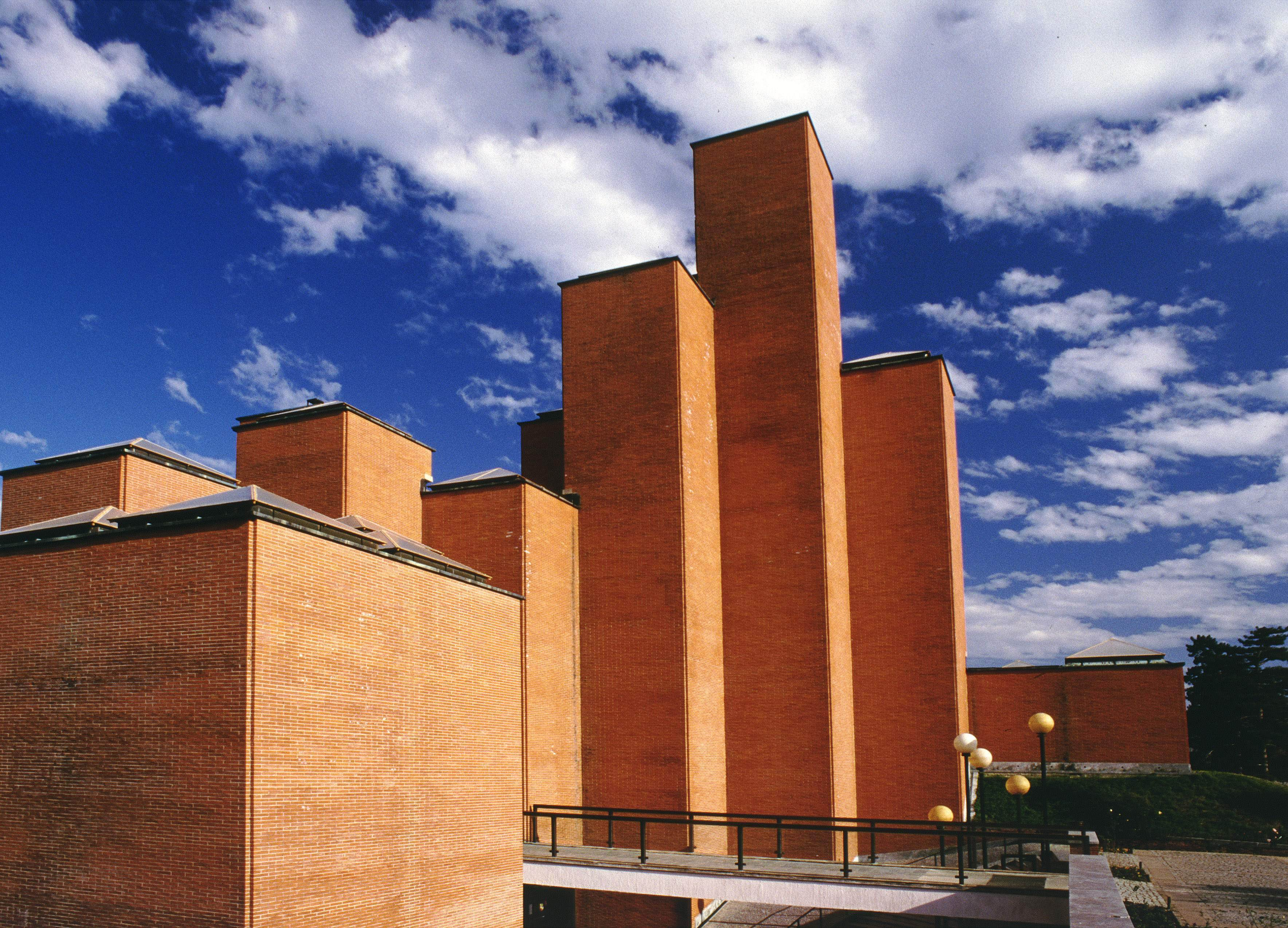
21 oktober-museet.

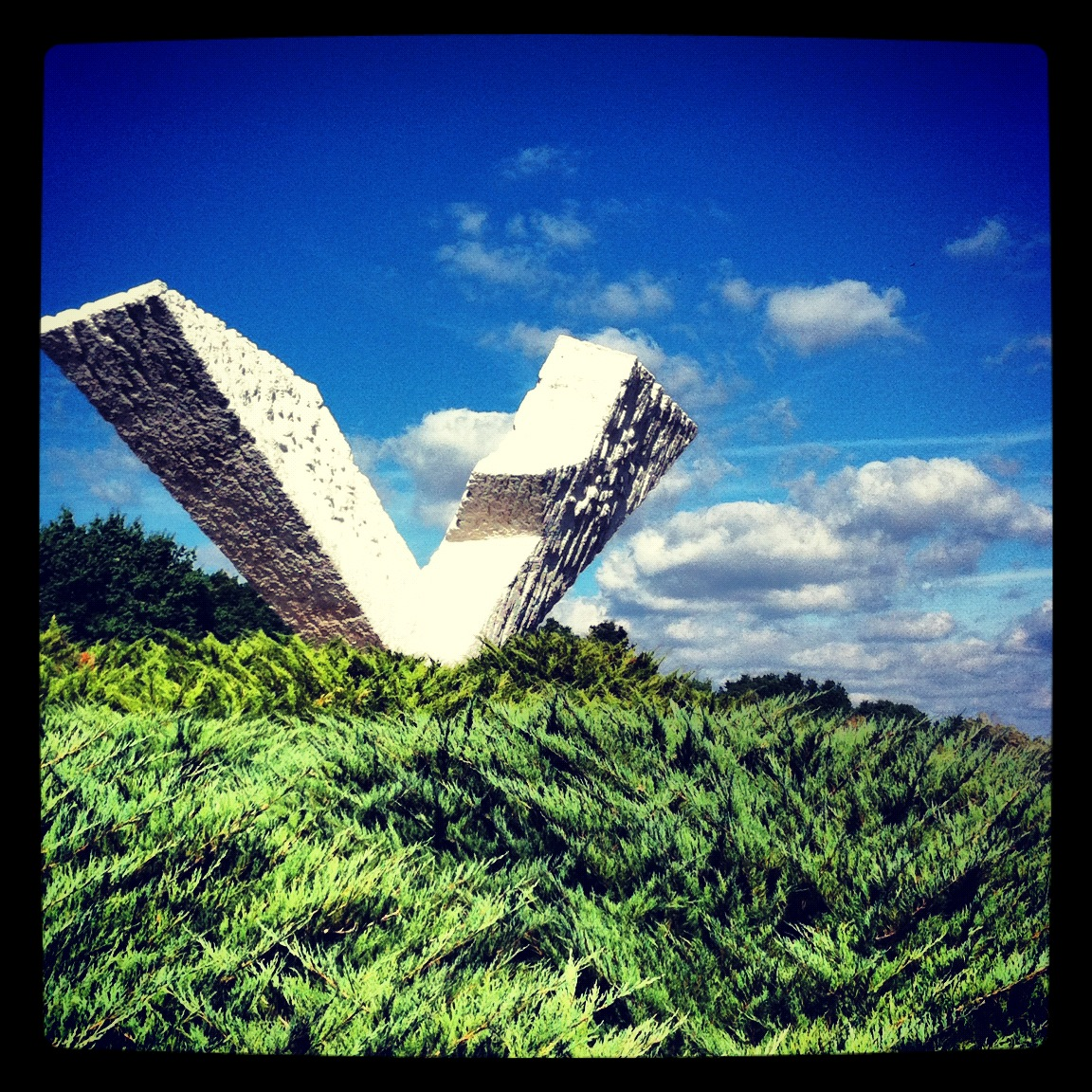
Monument i 21 oktober minnespark.

- Nationalteatern i Kragujevac, grundad 1835
- Vuk Karadžić-biblioteket, grundat 1866
- Šumarice memorialpark för Kragujevacmassakern
- Nationalmuseet
- Zastavamuseet
- Šumadijas historiska arkiv
- KG Akvarium

### Festivaler
- Šumadija Beer Festival, hålls årligen med start 2007
- Joakimfest, teaterfestival
- Internationella jazzfestivalen OFF
- Internationella musikfestivalen OKTOH

## Arkitektur
Arkitekturen i Kragujevac kan beskrivas som en fusion mellan traditionell turkisk arkitektur, som numera nästan inte finns kvar, och 1800-tals Wiensecession. Modern arkitektur finns också här och var, i form av större betongkonstruktioner byggda efter andra världskriget som lägenheter till hemlösa men även nyare byggnader med glasfasader.
Stadens äldsta befintliga kyrka byggdes 1818 och en nyare byggdes 1907.

## Utbildning
- Universitet i Kragujevac grundades 1976 och har omkring 12 000 studenter.
- Första Kragujevacgymnasiet, grundat 1833.

## Ekonomi
Av den yrkesarbetande befolkningen är cirka 80 % anställda inom offentlig verksamhet och cirka 55 % arbetar inom tillverkningsindustrier. I staden finns bland annat biltillverkaren Zastava som tillverkar bilmodellen Yugo.

## Sport
Den största arenan i Kragujevac heter "Čika Dača" och kan ta in 22 058 personer. Det är hemmaplan för stadens största fotbollsklubb FK Radnički. I staden finns även en inomhusarena som heter "Hala Jezero" och har plats har för 5 320 personer.

### Fotboll
- FK Radnički
- FK Šumadija 1903
- FK Arsenal Kragujevac
- FK Erdoglija Kragujevac

### Basket
- KK Radnički
- KK Kolonija Kragujevac

### Amerikansk fotboll
- Wild Boars

## Kända personer
| - Predrag Đorđević - Đura Jakšić - Danko Lazović - Svetozar Marković - Tomislav Nikolić - Miloš Obrenović | - Nikola Pašić - Radomir Putnik - Marija Šerifović - Dragan Todorović - Jelena Tomašević - Joakim Vujić |

## Vänorter
| - Suresnes, Frankrike - Pitești, Rumänien - Trenčín, Slovakien - Opole, Polen - Bydgoszcz, Polen - Bielsko-Biała, Polen | - Springfield, Ohio, USA - Ohrid, Nordmakedonien - Ingolstadt, Tyskland - Hannover, Tyskland - Carrara, Italien - Reggio nell'Emilia, Italien | - Mostar, Bosnien och Hercegovina - Foča, Bosnien och Hercegovina - Mahiljoŭ, Vitryssland - Karlovac, Kroatien - Drama, Grekland - Bat Jam, Israel |

## Lokala medier
| - Bravo radio (103.9) - Bis Plus radio (97.9) - Bis radio - Radio 9 (95.9) - Radio Hit - Radio Boom - Radio IN - Radio 34 radio (91.6) | - RTKG - Channel 9 - RTV IN - TV Lider - NeoMax | - Svetlost |